# Gauliga Moselland 1943/44
Die Gauliga Moselland 1943/44 war die dritte und letzte Spielzeit der Gauliga Moselland des Fachamtes Fußball. Die Gauliga wurde in dieser Saison erneut in zwei Gruppen mit je sechs, bzw. sieben Mannschaften im Rundenturnier ausgetragen. Die beiden Gruppensieger trafen dann in zwei Finalspielen aufeinander, um die Gaumeisterschaft auszuspielen. Am Ende konnte sich TuS Neuendorf durchsetzen und wurde zum zweiten Mal Gaumeister im Moselland. Dadurch qualifizierten sich die Neuendorfer für die deutsche Fußballmeisterschaft 1943/44, bei der sie bereits in der ersten Runde nach einer 0:5-Auswärtsniederlage gegen Schalke 04 ausschieden.
Dies war die letzte Spielzeit der Gauliga Moselland. Eine Spielzeit in der Saison 1944/45 ist nicht überliefert. Mit der Kapitulation Deutschlands hörten auch die Gauligen auf zu existieren. Mit der Fußball-Oberliga Südwest gab es ab 1945 für Vereine aus dem Moselland wieder einen überregionalen Spielbetrieb. Für die Vereine aus Luxemburg nahm die luxemburgische Ehrendivision wieder den Spielbetrieb auf.

## Gruppe Ost
| Pl. | Verein                     | Sp. | S | U | N | Tore    | Quote | Punkte |
| --- | -------------------------- | --- | - | - | - | ------- | ----- | ------ |
| 1.  | TuS Neuendorf (M)          | 7   | 6 | 0 | 1 | 063:300 | 21,00 | 12:20  |
| 2.  | Eintracht Bad Kreuznach    | 7   | 3 | 1 | 3 | 016:290 | 0,55  | 07:70  |
| 3.  | Reichsbahn SG Betzdorf (N) | 6   | 2 | 1 | 3 | 016:220 | 0,73  | 05:70  |
| 4.  | Germania Mudersbach        | 6   | 2 | 0 | 4 | 010:300 | 0,33  | 04:80  |
| 5.  | FV Engers 07               | 6   | 2 | 0 | 4 | 014:350 | 0,40  | 04:80  |
| 6.  | FC Viktoria Neuwied A      | 0   | 0 | 0 | 0 | 000:000 | 1,00  | 0:0    |

| (M) | Titelverteidiger             |
| (N) | Aufsteiger aus der 1. Klasse |

## Gruppe West
| Pl. | Verein                        | Sp. | S | U | N  | Tore    | Quote | Punkte |
| --- | ----------------------------- | --- | - | - | -- | ------- | ----- | ------ |
| 1.  | SV Schwarz-Weiß Esch          | 12  | 8 | 1 | 3  | 050:300 | 1,67  | 17:70  |
| 2.  | FV Stadt Düdelingen           | 12  | 8 | 0 | 4  | 046:210 | 2,19  | 16:80  |
| 3.  | FK Niederkorn                 | 12  | 7 | 1 | 4  | 030:190 | 1,58  | 15:90  |
| 4.  | SV Düdelingen                 | 10  | 6 | 1 | 3  | 035:250 | 1,40  | 13:70  |
| 5.  | SV Moselland Luxemburg        | 12  | 5 | 2 | 5  | 028:240 | 1,17  | 12:12  |
| 6.  | Schwarz-Weiß Wasserbillig (N) | 11  | 3 | 0 | 8  | 022:530 | 0,42  | 06:16  |
| 7.  | KSG Eintracht/Westmark Trier  | 11  | 0 | 1 | 10 | 013:520 | 0,25  | 01:21  |

| (N) | Aufsteiger aus der 1. Klasse |

## Finale Gaumeisterschaft
|                                           | Gesamt |                                   | Hinspiel | Rückspiel |
| ----------------------------------------- | ------ | --------------------------------- | -------- | --------- |
| SV Schwarz-Weiß Esch (Sieger Gruppe West) | 4:9    | TuS Neuendorf (Sieger Gruppe Ost) | 4:1      | 0:8       |

## Aufstiegsrunde

### Gruppe West
Qualifiziert waren die drei Staffelsieger aus der 1. Klasse Luxemburg 1943/44 sowie der FV Rümelingen, welcher durch eine nachträgliche Entscheidung in der letztjährigen Aufstiegsrunde den Aufstieg knapp verpasste. Da der Spielbetrieb mit der Befreiung Luxemburgs im September 1944 eingestellt wurde, hat die diesjährige Aufstiegsrunde nur statistischen Wert.
| Datum         |                  | Ergebnis |                  |
| ------------- | ---------------- | -------- | ---------------- |
| 9. Juli 1944  | VfR 08 Luxemburg | 2:2      | FK Diekirch      |
| 23. Juli 1944 | FK Diekirch      | 1:4      | VfR 08 Luxemburg |
| Gesamt:       | VfR 08 Luxemburg | 6:3      | FK Diekirch      |

| Datum         |                    | Ergebnis |                    |
| ------------- | ------------------ | -------- | ------------------ |
| 9. Juli 1944  | FK 07 Differdingen | 6:2      | FV Rümelingen      |
| 23. Juli 1944 | FV Rümelingen      | 0:7      | FK 07 Differdingen |
| Gesamt:       | FK 07 Differdingen | 13:2     | FV Rümelingen      |